# 诺曼底登陆
诺曼底登陆（英語：Normandy Landings），代号海王星行动（Operation Neptune），又通常称为D日（英語：D-Day），發生於1944年，是第二次世界大戰西方盟軍在歐洲西線戰場發起的一場大規模攻勢，為霸王行动的一部份。這場戰役在1944年6月6日展開，一天內15萬盟軍士兵横渡英吉利海峡后在法國諾曼第地區登陸，是迄今為止人類史上最大規模的搶灘登陸戰。诺曼底登陆开启了法国（以及后来西欧）的解放进程，为盟军在西线的胜利奠定了基础。
在诺曼底登陸中作戰的盟軍軍隊主要由英國、美國及加拿大組成，但在搶灘完成後，自由法軍及波兰軍也有參與這場戰役，而當中也有來自比利時、捷克斯洛伐克、希臘、荷蘭和挪威的士兵。
進攻諾曼第在登陸的前一天晚上展開，空降兵乘滑翔機降落（湯加行動）、進行大規模的空中轟炸、海軍軍艦砲擊，而兩棲登陸戰則在當地時間6月6日早上6時30分開始。在登陸前“D-Day”的軍隊主要在英格蘭南部沿海地區，尤其在樸茨茅斯部署。

## 反攻計劃
盟軍入侵前數個月不斷進行排練。1944年4月28日在英國南部海岸的德文郡，638名美軍士兵和水手在一次名為老虎演習的登陸演習中遭德軍魚雷艇突襲而阵亡。
在入侵之前的幾個月裡，盟軍進行了名为「堅忍行動」的欺骗行动，以誤導德國有關入侵的日期和地點。
在D-Day前出現了幾次洩漏情報的事件。其中一次的洩密事件是發生在登陸6天前，出現在《每日電訊報》的填字遊戲中。一些問題的答案，包括“霸王”、“海王星”、“黃金”和其他入侵計劃的主要用詞，美國政府宣布這只是一個巧合。通過西塞羅的故事，德國獲得引用名詞霸王的文件，但這些文件沒有任何細節。雙重間諜如胡安·普約爾·加西亞（代號為“嘉寶”）在諾曼第說服德國三軍統帥部，這充其量不過是一個「牽制性攻擊」，從而發揮了重要作用。
另外，美國陸軍第9航空隊的首席供應官少將亨利·米勒，在倫敦梅寶尼克拉里奇酒店的舞會中遇到客人投訴供應問題；他告訴他們，6月15日后供應會更容易些，被艾森豪元帥降為上校，送回美國本土，隨即退休。另一個這樣的情報洩漏，是戴高樂在入侵後的廣播消息。戴高樂不同於所有的領導人，直說這次攻擊是「真正的入侵」。戴高樂的行為可能令盟軍的堅忍行動失敗；相對而言，艾森豪則把登陸說成是「一開始的入侵」。

## 行動代號
盟軍為登陆的各個行動指定代號。“霸王”的名字是分配給在大陸北部建立一個大規模的灘頭陣地。第一階段為建立一個穩固的立足點，代號為“海王星”。根據D-Day博物館的說明：

盟軍使用的行動代號是指具體軍事行動的規劃和執行。霸王行動是盟軍登陆西北歐的行動代號。海王星行動被稱為霸王行動的突擊階段。（...）海王星行動在D-Day（1944年6月6日）開始，截至1944年6月30日。到了這個時候，盟軍在諾曼第建立了穩固的據點。霸王行動亦是在D-Day開始，並一直持續到1944年8月19日盟軍越過塞納河為止。

知悉D-Day內容的人員不被派往任何有被俘虜危險的地區，這些人被給予“比戈”的代號（來自詞語“吉布”，即“去直布羅陀”的意思）並被印在他們的文件上，他們參加了在1942年對北非的战斗。
4月27日晚在老虎演習（一次在斯拉普頓灘舉行的登陸演習）中，幾艘美軍坦克登陸艦被德軍魚雷艇攻擊，638個美國人在襲擊中喪生，另外308人被友軍炮火擊中喪生，有10名“比戈”被列為失踪。因为任何“比戈”被抓獲或下落不明都將導致登陆行動被取消，因此軍方優先尋找他們的下落，並最終找回全數10人的遺體。

## 盟軍的反攻計劃

### 欺敵計劃
保镖行动：用以混淆德軍情報單位，使德軍對盟軍登陸地點判斷錯誤的欺敵計劃。包括堅忍行動、齊柏林行動、铜头蛇行动等多个子計劃。

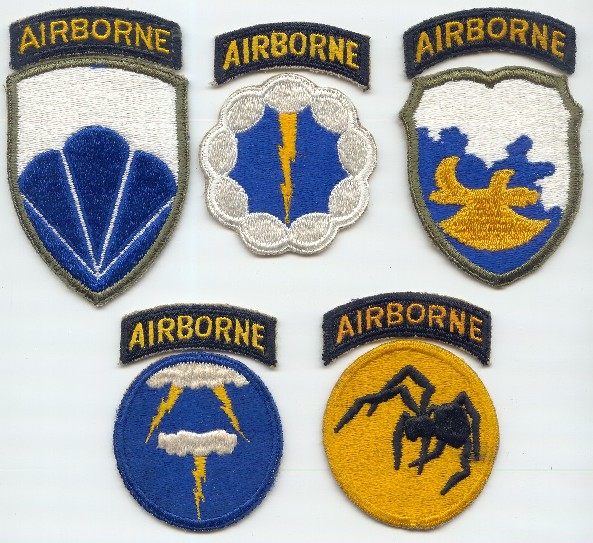
五個不存在的空降師師徽，按順序從左至右為第6、9、18、21、135空降師

- 坚忍行动：成立一個實際上不存在的美国第1集团军群（英语：First United States Army Group），也虛設了6、9、18、21、135空降師，雖然設了空降師師徽，但實際只是一個假的番號，沒有任何兵卒組成，以盟軍中最讓德軍畏懼的喬治·巴頓為指揮官，故意迷惑德軍。下轄同樣不存在的美國第14軍團和英國第4軍團（總部在愛丁堡）。讓德軍以為要入侵挪威和距离英国本土最近的加來[5]。
- 齊柏林行動：讓德軍誤以為盟軍將在克里特島、希臘西岸或羅馬尼亞黑海海岸登陸的計劃。此行動同時也掩護了龍騎兵行動。
- 铜头蛇行动：使得德国情报机构误判了蒙哥马利上将的位置。

### 美軍戰區（第一軍團）
- 第1步兵師及第29步兵師在奧馬哈海灘登陸。
- 第2及第5遊騎兵營負責進攻奧克角，摧毀射程遠達猶他、奧馬哈灘頭的重炮陣地。
- 第4步兵師及第90步兵師在猶他海灘登陸。
- 第82空降師負責攻擊小鎮聖-梅爾-艾格里斯，切斷德軍從瑟堡出發的增援。
- 第101空降師在猶他海灘後方空降，支援登陸部隊。

### 英軍戰區（第二軍團）
- 第3步兵師及第27裝甲旅進攻寶劍海灘。
- 第50步兵師第8裝甲旅登陸黃金海灘。
- 加拿大第3步兵師及加拿大第2裝甲旅登陸朱諾海灘。
- 第6空降師空投到登陸地區的左翼地區，奪取附近的橋梁，以防止德軍的裝甲部隊前往海岸支援。
- 英軍戰區（第2軍團）指揮官是伯納德·蒙哥馬利上將，轄英國第2集團軍、美國第1集團軍和加拿大第1集團軍

## 德軍的防禦

### 德軍的準備工作

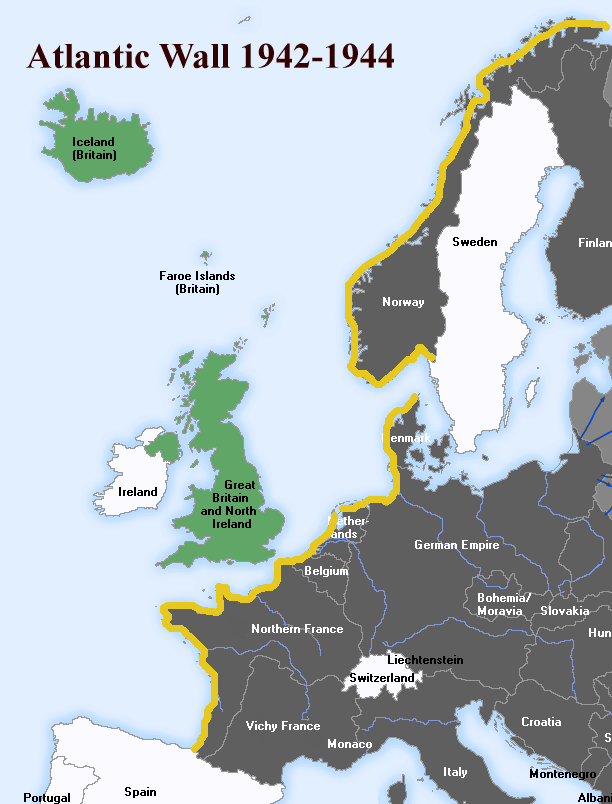
大西洋壁壘位置圖

至盟軍登陸，德軍在西線總共完成了15,641個掩體及799座鋼筋水泥炮臺，同時亦埋下了800萬枚地雷，令德軍的防禦力大增，也提高了戰術的靈活性。

### 防禦部隊
- 第716步兵師負責防禦登陸地區的東邊，包括大部份的英軍及加拿大軍海灘，和第352步兵師負責防禦大部分的美軍。

## 登陸

### 空降
英國第6空降師是最早投入戰鬥行動（湯加行動）的部隊。早在凌晨00:16，他們就被空投到登陸地區的左翼地區（歐度村莊），他們的目標是奪取佩加索斯橋（Pegasus Bridge）附近的橋梁，以防止德軍的裝甲部隊前往海岸支援，傘兵們迅速佔領了這些橋梁並等待那天稍後登陸的突擊隊員趕來。此行動的目標還包括奪取在梅爾維勒的地堡，雖然地堡沒有被摧毁，但是在戰鬥過後，地堡中除了6人以外，其餘全部傷亡。

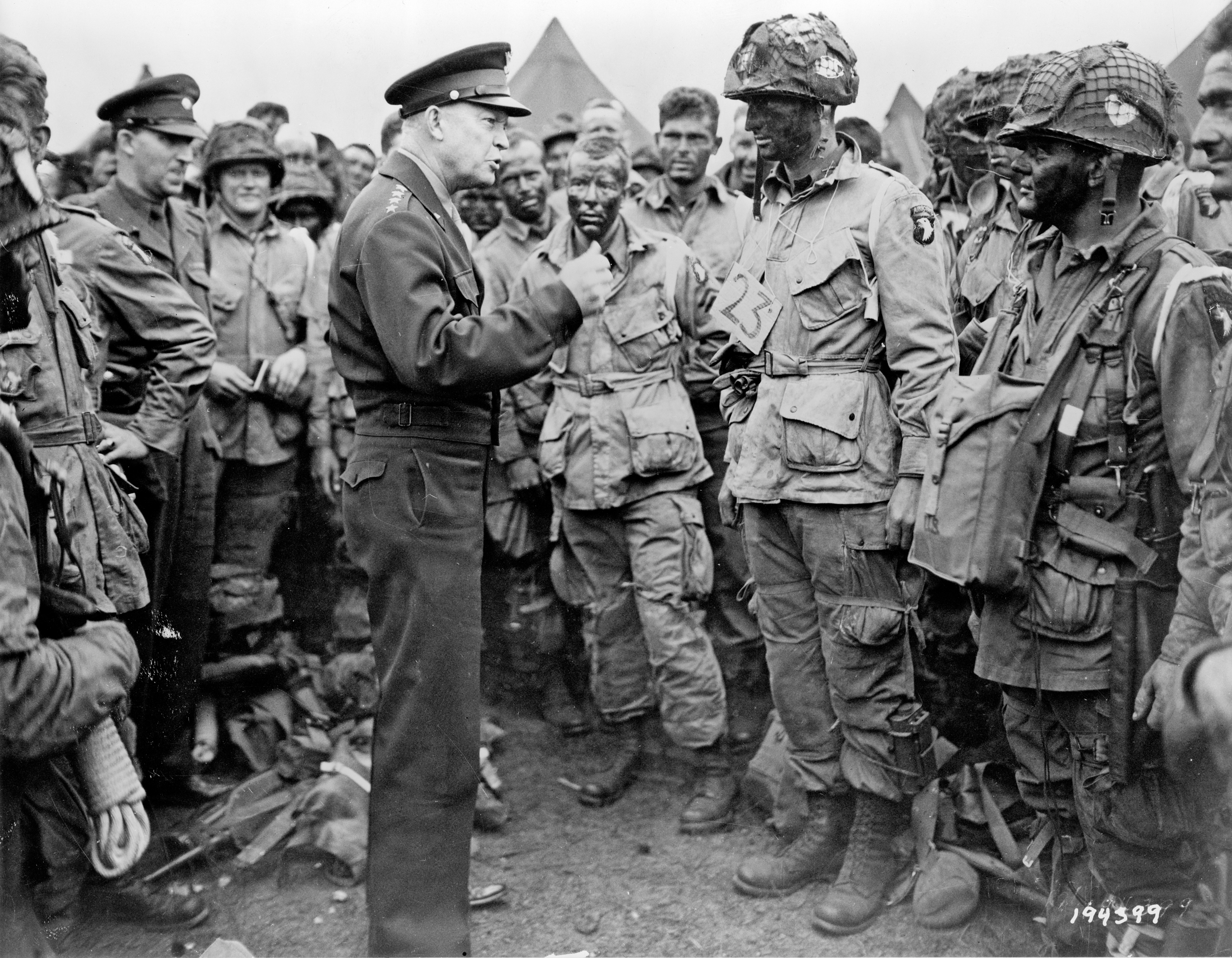
艾森豪威爾在視察第101空降师官兵

相比之下美軍第82和第101空降师則是禍不單行。由於沒有經驗豐富的領航員而且地面情況複雜，部隊被散落在各處。有些傘兵甚至降落在了海中或內陸中被德軍故意淹沒的低窪地區，很多人由於裝備沉重且复杂，而被淹死在僅及膝深的水中。在24小時後101師只集合起約3,000人。很多人在D-Day後多日仍在敵後獨自戰鬥。82師在6日早上占領了聖梅爾埃格利斯，這個小鎮也就成了戰役開始后整個法國第一個恢復自由的城鎮。

### 寶劍海灘
寶劍海灘緊鄰奧恩河（Orne）口的維斯特雷阿姆（Ouistreham），是「大君主作戰」5個搶灘地中，最東邊的一個海灘，而法國北部的航運中心卡昂，便位於海灘南邊9英里處。從寶劍灘東邊登陸的英軍部隊在搶灘後，很快地便擊潰德軍輕裝步兵的火力，並於午後與先前空降內陸的傘兵部隊會合。但從寶劍灘西邊登陸的英軍，則遭到德軍第21装甲师的頑強抵抗，無法順利與從朱諾海灘登陸的加拿大部隊會師。雙方一直激戰至黃昏後，盟軍才成功擊退德軍的裝甲部隊。當天登陸的29,000名英軍中，傷亡人數有630人。

### 朱諾海灘
加拿大第1軍第3步兵師負責攻佔朱諾海灘。而海灘德軍兵力為一個團。該團主要由俄羅斯人和波斯人組成，士氣相當低落，戰鬥力也較差。不過加軍的作戰並非一帆風順，惡劣的天氣和錯誤的導航使登陸不得不推遲20分鐘進行，也就是說必須在漲潮時登陸。比較怪異的是加軍在登陸時損失並不大，可是登陸艇在卸下人員返航時卻有很多因觸雷被炸沉，某營的損失率甚至高達80%。由於正處漲潮，很多士兵下水後因裝備過重而溺死、登陸後又遭德軍火力壓制。幸虧海軍的火力支援相當及時到位才沒有釀成奧馬哈海灘的慘劇。在朱諾海灘損失最為慘重並非加軍，而是負責打通和寶劍海灘聯絡的英軍部隊。英軍乘坐的木殼登陸艇相當脆弱，很多士兵在登陸艇受損後不得不跳海逃生，以致溺死者甚多。盟軍在朱諾海灘共損失2,000餘人，比奧馬哈海灘稍少。參與朱諾海灘登陸戰的官兵共21,400名，傷亡人數則為1,200人。

### 黄金海灘

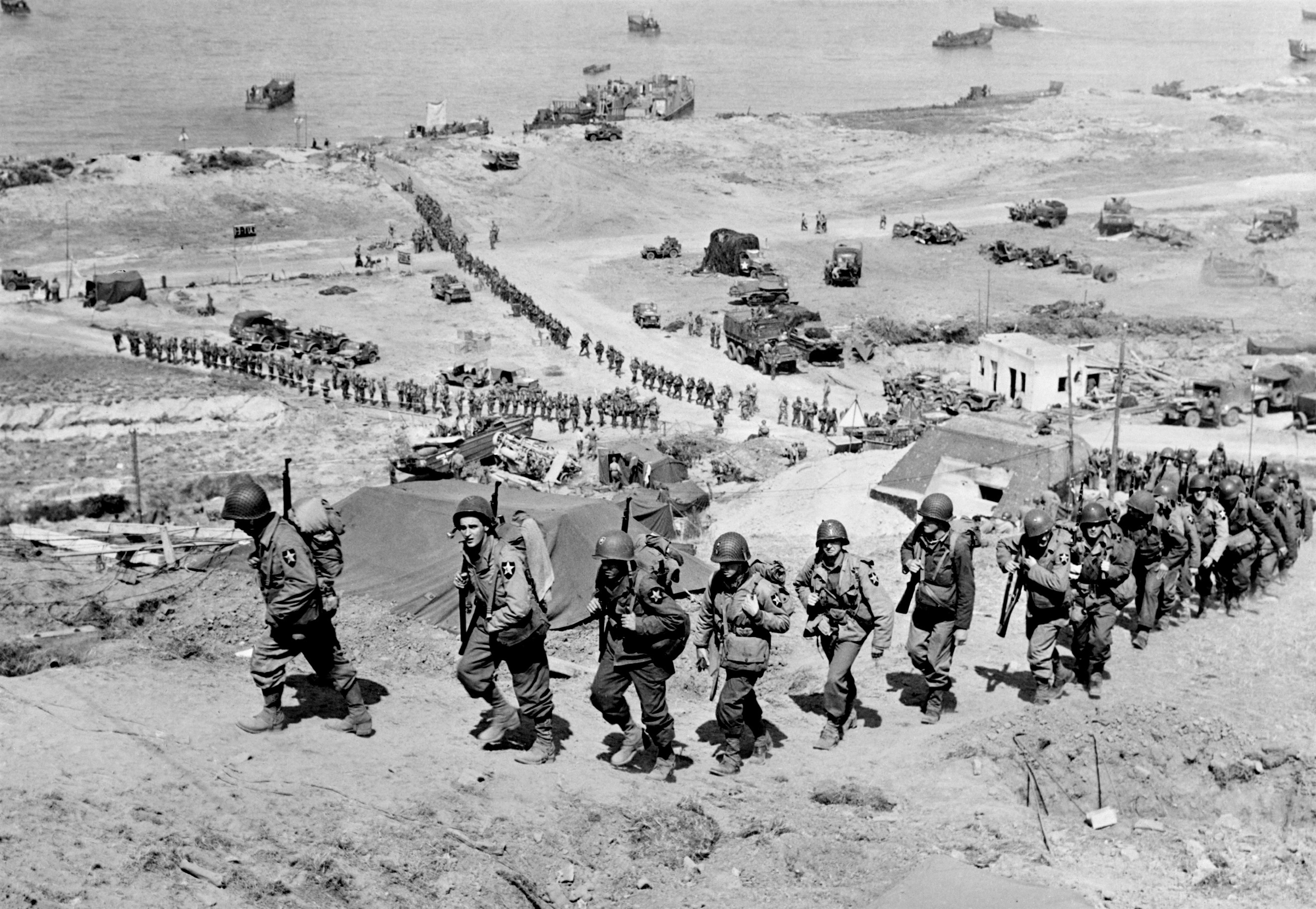
奧馬哈灘頭上正在向內陸推進的盟軍士兵

负责攻占黄金海滩的是英军第30军第50师、第2梯队是英军第7装甲师。这也是在5个海滩登陆的唯一一个装甲师。该师曾远征非洲打败了隆美尔，作战经验丰富。由于登陆时间较晚，英军的火力准备非常充足，德军的几个主要火力点在登陆前就被舰炮摧毁。英军的水陆坦克被登陆舰直接送上海滩，避免重蹈美军在奥马哈的损失。在舰炮和坦克的掩护下，步兵推进非常顺利。相对主力部队，负责贝辛港（位于奥马哈海滩和黄金海滩的结合部，又是盟军在诺曼底登陆初期唯一一个可控制的港口）的英军第47登陆袭击队比较不顺。由于在登陆时损失了所有的通讯设备，该部队与主力失去了联系，又遭到德军的猛烈抵抗，受困海滩达8小时。好不容易到达贝辛港后又因敌情不明不敢贸然攻击，只能在德军的眼皮底下潜伏起来过夜。直到第二天缴获了德军的通讯设备后才联系上了主力部队，在火力支援下攻占了贝辛港。盟军在黄金海滩损失了约1,500名士兵。

### 奧馬哈海灘

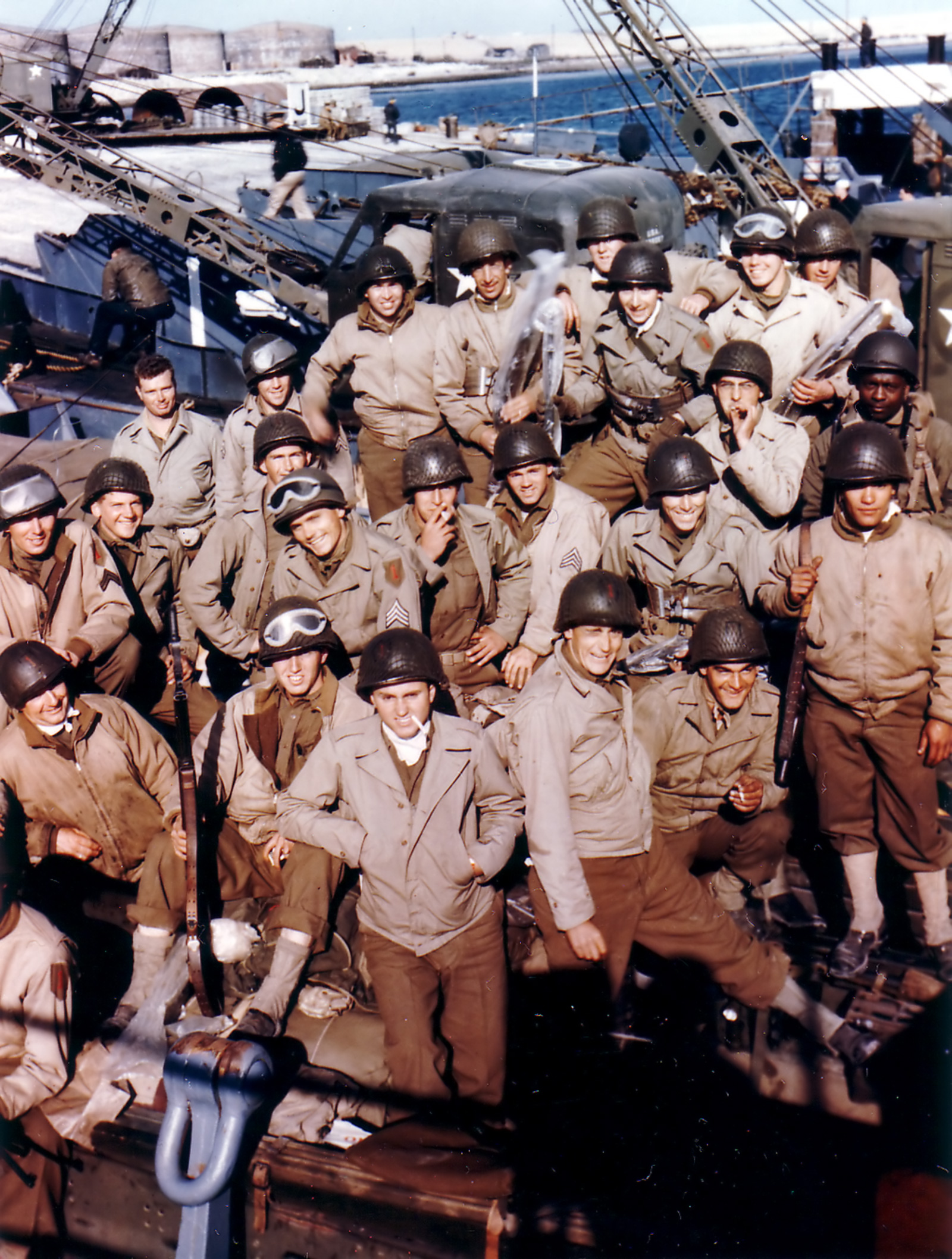
諾曼地登陸前的盟軍小合照

奥马哈海滩是诺曼底登陆战役中战斗最为激烈的海滩。盟军在奥马哈滩头遭受了巨大的损失，仅阵亡者就达2,500人，因此又称“血腥奥马哈”。
奥马哈海滩全长6.4公里，海岸多为30幾公尺高的峭壁，地形易守难攻。这裡的登陆作战任务由美军第9军承担。盟军由于情报有误，认为这里的德军守备部队只有一个团的兵力，还多是后备役人员，没有装甲车辆，戰力貧弱。而实际上隆美尔在3月将德军精锐的第9軍團352步兵师全部调往诺曼底，而352师的一个主力团就驻守在奥马哈滩头，可惜直到登陆部队出发后盟军情报机关才找到352师的下落。
登陆当天天气状况极端恶劣，盟军在登陆前就因风浪过大损失了10艘登陆艇和300余名官兵。在登陆艇上的官兵多为晕船和湿冷所苦，还没到达作战地点就基本精疲力尽了。登陆作战开始后也非常不顺，海滩西段预备的32辆兩棲坦克中有27辆刚一下海就因风浪过大而沉没，倖存的5辆坦克中还有兩辆很快被德军炮火炸毁。由于潮汐影响和秩序混乱，登陆的美军士兵很多都搞不清方向和集合点，大批士兵挤在滩头任凭德军炮火攻击。整整两个小时的时间裡美军士兵無一能在西段衝上海滩，在东段也仅仅占领了9公尺宽的一段海滩，登陆行动几乎完全失败。
然而美国海军为奥马哈海滩带来了转机。由于海滩登陆部队长时间没有任何联络訊息传来，海军指挥官意识到奥马哈海滩上的形势可能已极为严峻，于是17艘驱逐舰不顾触雷、搁浅和被155公釐海岸炮擊沉的危险前进至距海滩仅730公尺处，在近距离为登陆美军提供火力支援。而美军的游騎兵此时也爬上了奥克角，结果发现所谓155公釐海岸炮是以电线杆伪装的。已無后顾之忧的海军肆无忌惮地向德军据点倾泻炮弹，先前被堵在海滩上的美军也在精锐部队第1师的带领下开始衝锋。中午时分，登陆部队第2梯队提前登陆。而在空军的指引下，美国海军的战鬥舰和巡洋舰也开始对岸射击，德军的防御至此基本崩溃。
天黑时美军正式登陆成功，第五军军部上岸并开设了指挥所。

### 猶他海灘

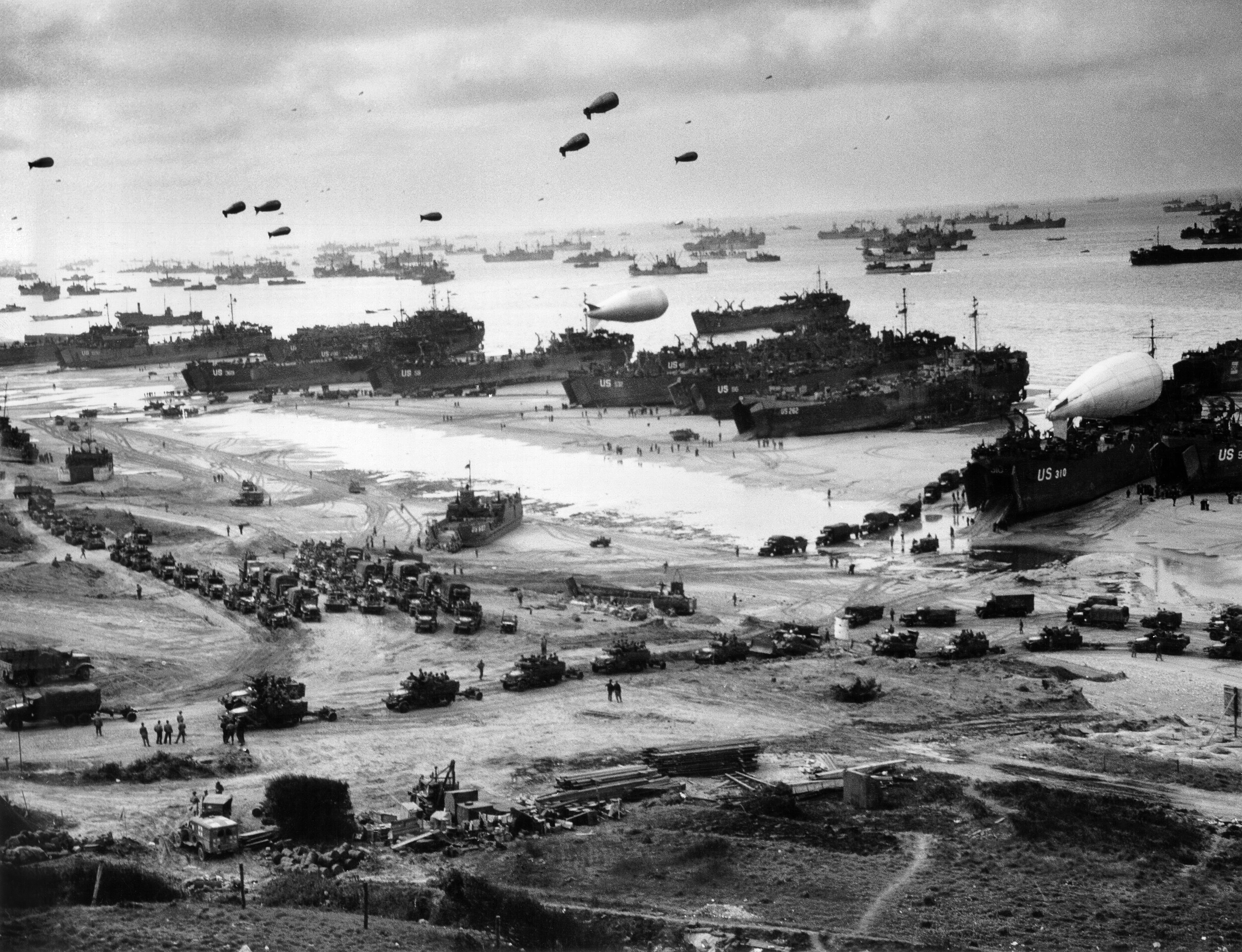
諾曼第登陸補給場景

犹他海滩由美军第7军第4师负责攻占。由于得到了非常有效的火力支援，水陆坦克也在上岸时也没有受到大量损失，所以登陆作战异常顺利。值得一提是由于受东南方潮汐的影响，美军登陆艇向南偏离了1,800公尺，没有在预定地点上岸。这个错误反而给美军带来了意想不到的好运。在原登陆点德军驻守有一个团的守备部队和两个炮兵连，而在这个“错误”的登陆点德军只有一个连的兵力。第4师师长小罗斯福将军立刻断定此地可以登陆并设立了登陆标识。美军06:30登陆开始，至10:00已基本壓制德军守军。美军在犹他海滩阵亡197人，不到预计的10%，是所有5个海滩中损失最少的。

## 縱深戰鬥與僵局

### 瑟堡
瑟堡位于诺曼底海滩西侧，地理上，距离英国本土更近，是一个优良港口。
盟军在诺曼底登陆前便决定尽快攻下瑟堡便于盟军补给，因为6月海风较大，滩头简易码头无法停泊货船。于是在成功占领诺曼底海滩之后，右翼部队便向西再北上攻下瑟堡，为日后盟军的补给提供有利条件。

### 卡昂
卡昂為西北歐重要的交通樞紐，盟軍原本計畫登陆日當天就要佔領，但是德軍迅速動員，阻止了盟軍朝卡昂推進，奪取卡昂的行動變成了一場艱苦的消耗戰。盟軍最終花了兩個月占領這座城市。

## 突破
當德軍大部分軍力都在卡昂與英軍作戰時，美軍以大規模空中轟炸撕裂德軍西側戰線，衝出了諾曼第籬牆地形湧入開闊地。

## 結束和后续
美軍完成突破之後，隨即嘗試與北邊的英軍會合，包圍與英軍對戰的德軍，由於德軍發動摩爾坦反攻失敗，令盟軍的作戰計劃更加順利，最終英美部隊在法萊茲會師，包圍並消滅大量的德軍，倖存德軍被迫撤退。8月25日盟軍越過塞納河並且占領巴黎，開始了向德國邊境的快速推進，諾曼第戰役至此結束。巴黎市民在凱旋門遊行慶祝，解放巴黎後，盟軍繼續前進，最後渡過萊茵河。为了避免巨大伤亡，盟军总司令艾森豪威尔把攻占柏林的机会让给了苏军元帅朱可夫。12月16日，德军发动了阿登攻势，也称为突出部战役，这是德军在西线战争中的最后一次重大攻势。苏联于1945年1月12日发动维斯瓦河-奥得河攻势，4月16日，苏军发动柏林战役。希特勒于4月30日在苏联军队逼近他在柏林的元首地堡时自杀，5月2日柏林被攻占，德国最终于1945年5月7日投降。

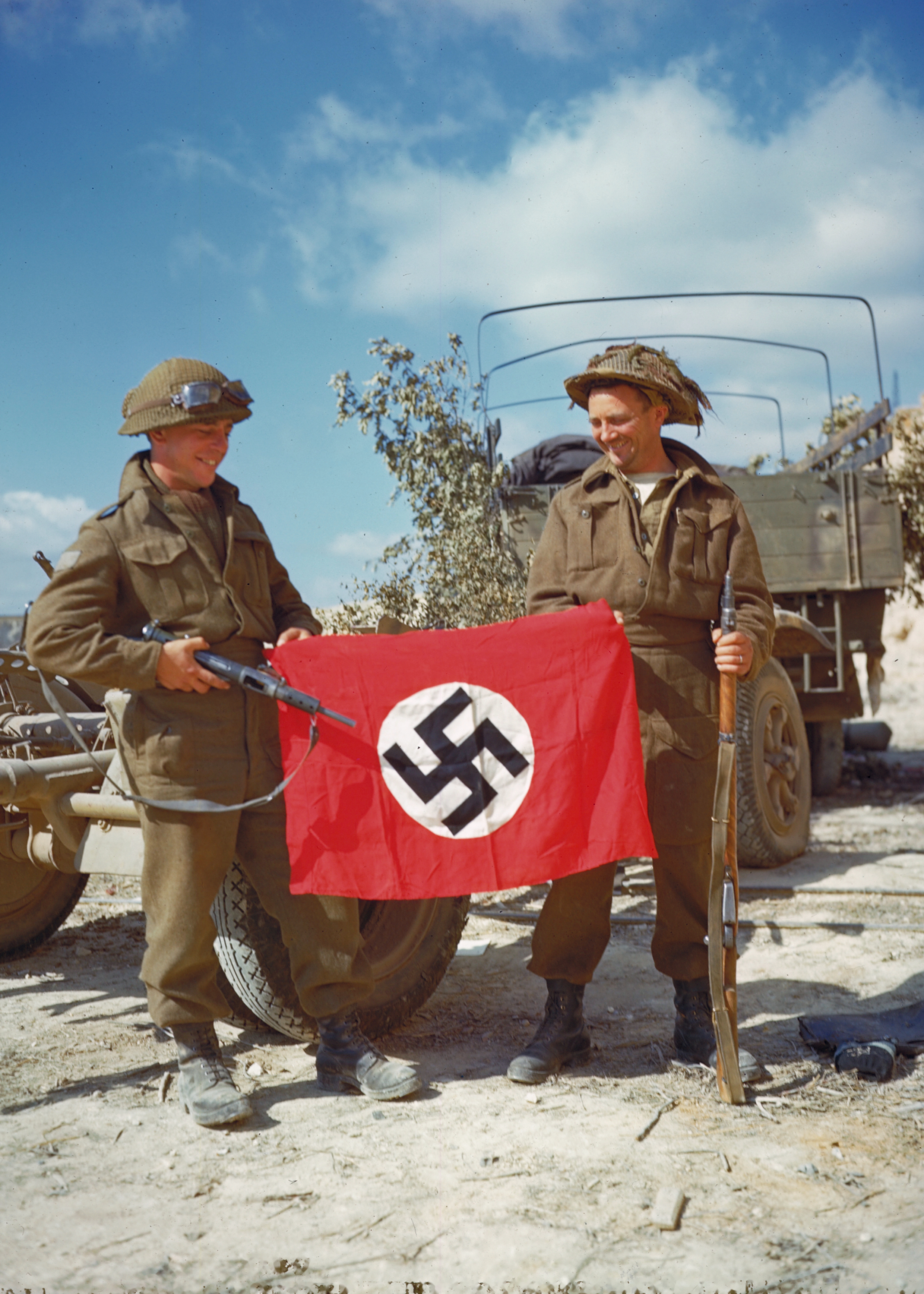
手拿被俘纳粹旗的加拿大士兵

## 時間表
- 6月5日/6日 - 美國第82空降師（底特律行動）和第101空降師（芝加哥行動）以及英國第6空降師（湯加行動）空降
- 6月6日 D-Day 登陸